# Ernst Ferdinand von Werdeck
Ernst Ferdinand von Werdeck (* 27. August 1687; † 17. Mai 1742 bei Chotusitz)  war ein preußischer Generalmajor und Chef des Dragoner-Regiments Nr. 7.

## Leben

### Militärlaufbahn
Er wurde am 27. August 1709 Leutnant im Infanterie-Regiment Nr. 19 (Markgraf Albrecht), von dort wurde er in das Regiment Leibkarabinier (Markgraf Albrecht) versetzt. Hier wurde er 1719 Major, 1730 Oberstleutnant und 1738 Oberst. Eigentlich sollte er als ältester Oberst das Regiment Nr. 11 als Nachfolger von Truchsess von Waldburg übernehmen, doch König Friedrich Wilhelm I. gab das Regiment Hermann von Wartensleben. Werdeck kam in das Leibregiment, aber 1741 trat der Generalmajor von Thümen ihm sein Dragoner-Regiment Nr. 7 ab und noch im Mai 1741 wurde er Generalmajor. Als solcher kämpfte er in der Schlacht bei Chotusitz, wo er am 17. Mai 1742 fiel.
Er kämpfte zuvor von 1700 bis 1712 im Spanischen Erbfolgekrieg in Italien, Deutschland und den Niederlanden als auch im Pommernfeldzug 1715/1716.

### Familie
Ernst Ferdinand von Werdecks Eltern waren Georg Siegismund Verdeck und dessen Ehefrau Sophia von Kracht. Er heiratete Eva Rosine von Salchow († 16. März 1784), Tochter eines ehemaligen Konrektors in Sandow. Der Adelstand wurde ihr durch Friedrich Wilhelm I. erteilt. Das Paar hatte einen Sohn und mehrere Töchter, darunter:
- Friedrich Karl Ferdinand (1728–1792), Landesdirektor der Altmark ⚭ Sophie Elisabeth von Flügge († 17. Februar 1803)[1]